# 国家大剧院
国家大剧院，位于中国北京市西城区西长安街2号，是中华人民共和国的国家级剧院，为北京市人民政府直属事业单位。

## 历史
1958年，国家大剧院作为国庆十周年十大建筑之一获得中央批准立项，时任国务院总理周恩来亲自负责，并由清华大学完成了建筑设计方案，大剧院选址就选在了人民大会堂的西侧。受经济条件的限制，当时为建人民大会堂而进行的拆迁工作十分艰巨，虽然国家甚至动员当时的建设工程部等部委腾出了一些办公楼来安置拆迁户，但是北京市没有能力再安置拆迁的居民。为此，中央决定暂停国家大剧院的建设。建设国家大剧院一直是周恩来未完成的心愿，临终前他将两项工程托付给当时主抓建设的万里，一是北京图书馆，另一个就是国家大剧院。改革开放后，国家大剧院的建设被提上日程。
1996年10月，中共十四届六中全会通过了《关于加强社会主义精神文明建设若干重要问题的决定》，在这个决议中写到“要有计划地建设国家大剧院等一批具有重大影响的重要文化设施”，国家大剧院的建设被正式明确下来。1997年将大剧院建设地点确定在人民大会堂西侧。1998年1月，中央决定成立“国家大剧院建设领导小组”和“艺术委员会”，同时成立“国家大剧院工程业主委员会”负责工程的组织实施，由北京市、文化部、建设部三方组建业主委员会，代表国家行使业主权利，承担业主责任，其中委员6位，由时任北京市市长助理、市政协副主席万嗣铨担任主席。
1999年7月22日，中共中央政治局常委会会议决定，采用保罗·安德鲁的设计方案。
工程于2001年12月13日开工，2007年9月建成，2007年9月25日进行试演、投入使用，2007年12月22日正式投入运营。国家大剧院位于中国北京人民大会堂西侧，总投资26.8838亿元人民币，设计师为法国建筑师保罗·安德鲁。

## 建筑

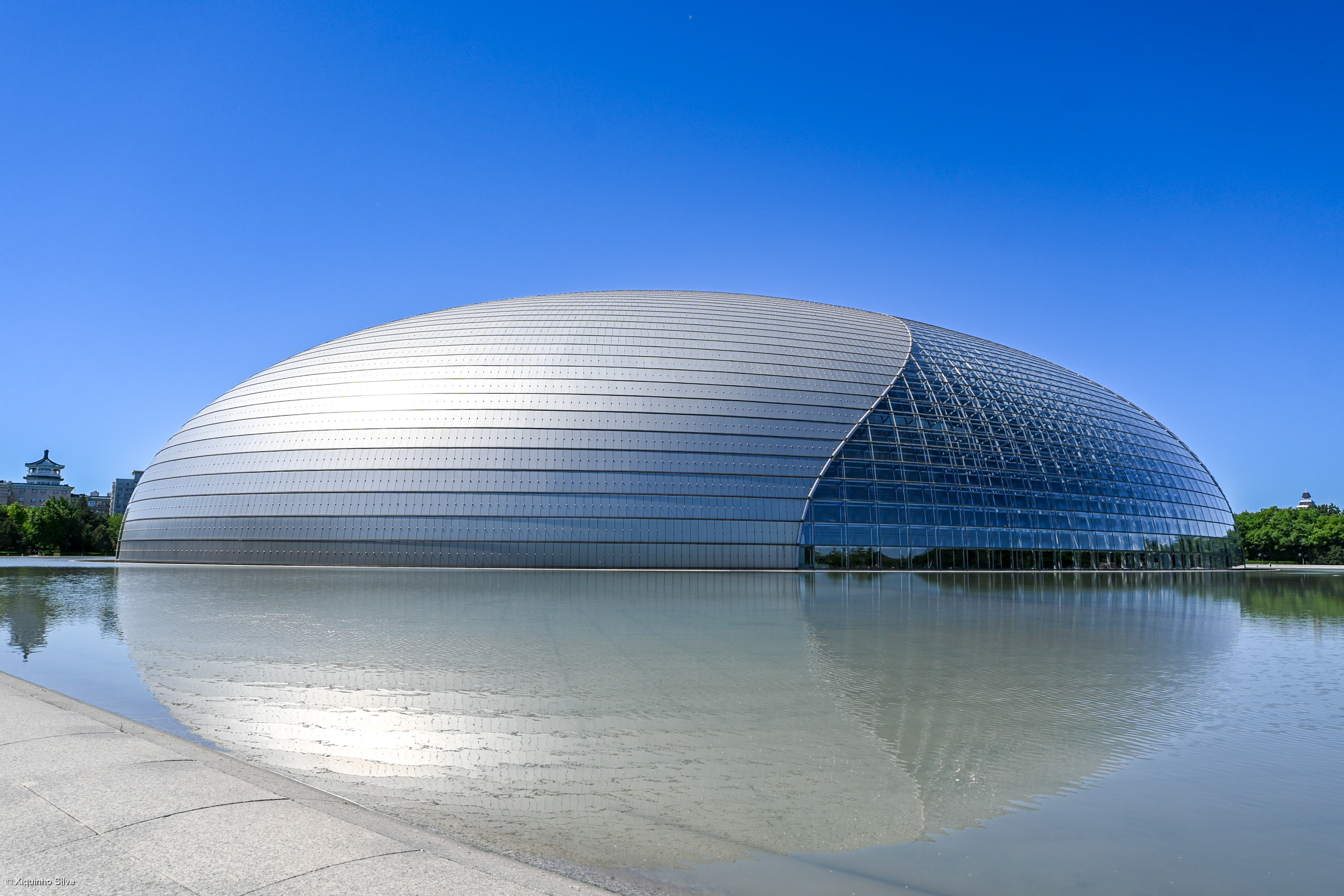
中国国家大剧院外形

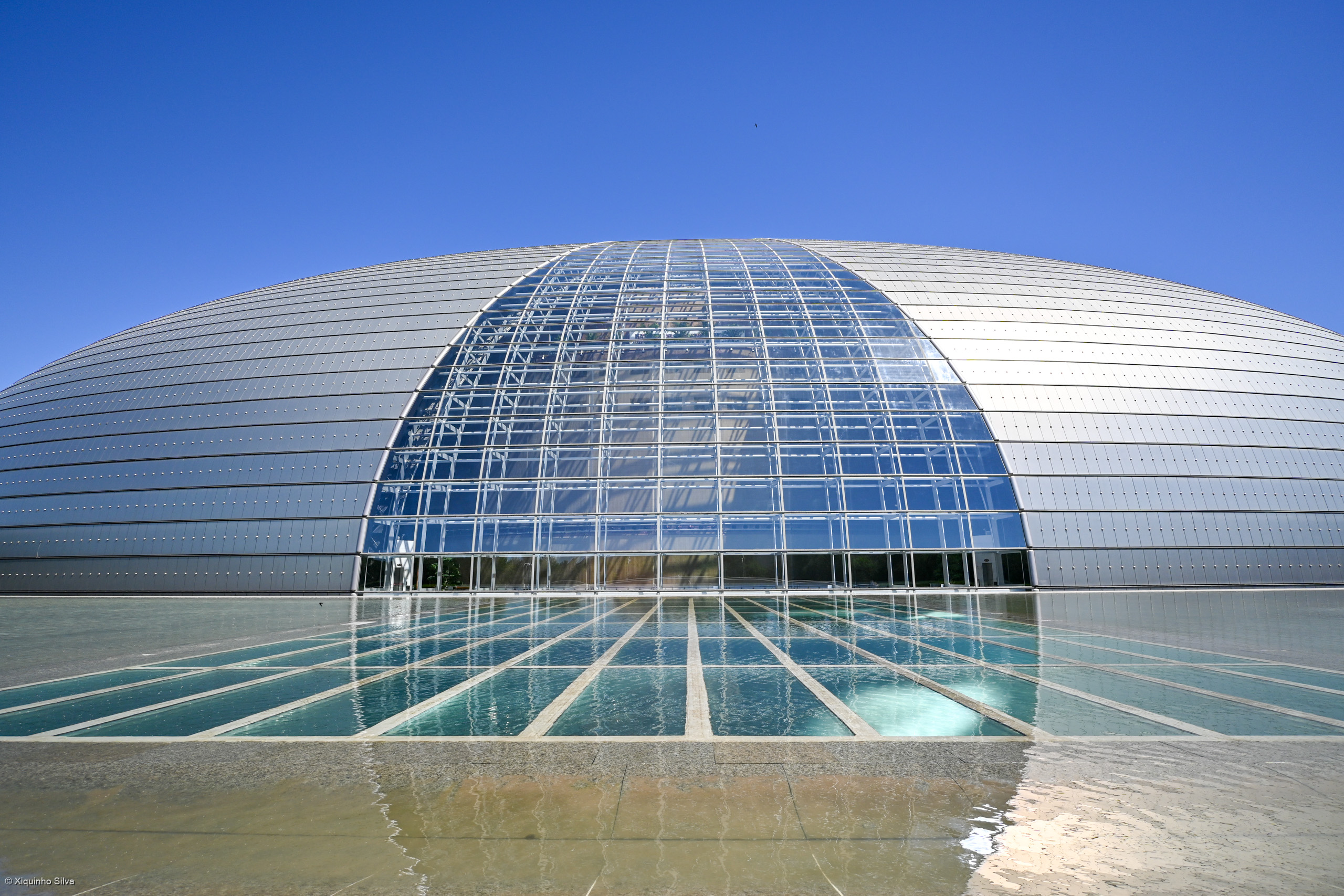
大剧院玻璃幕墙

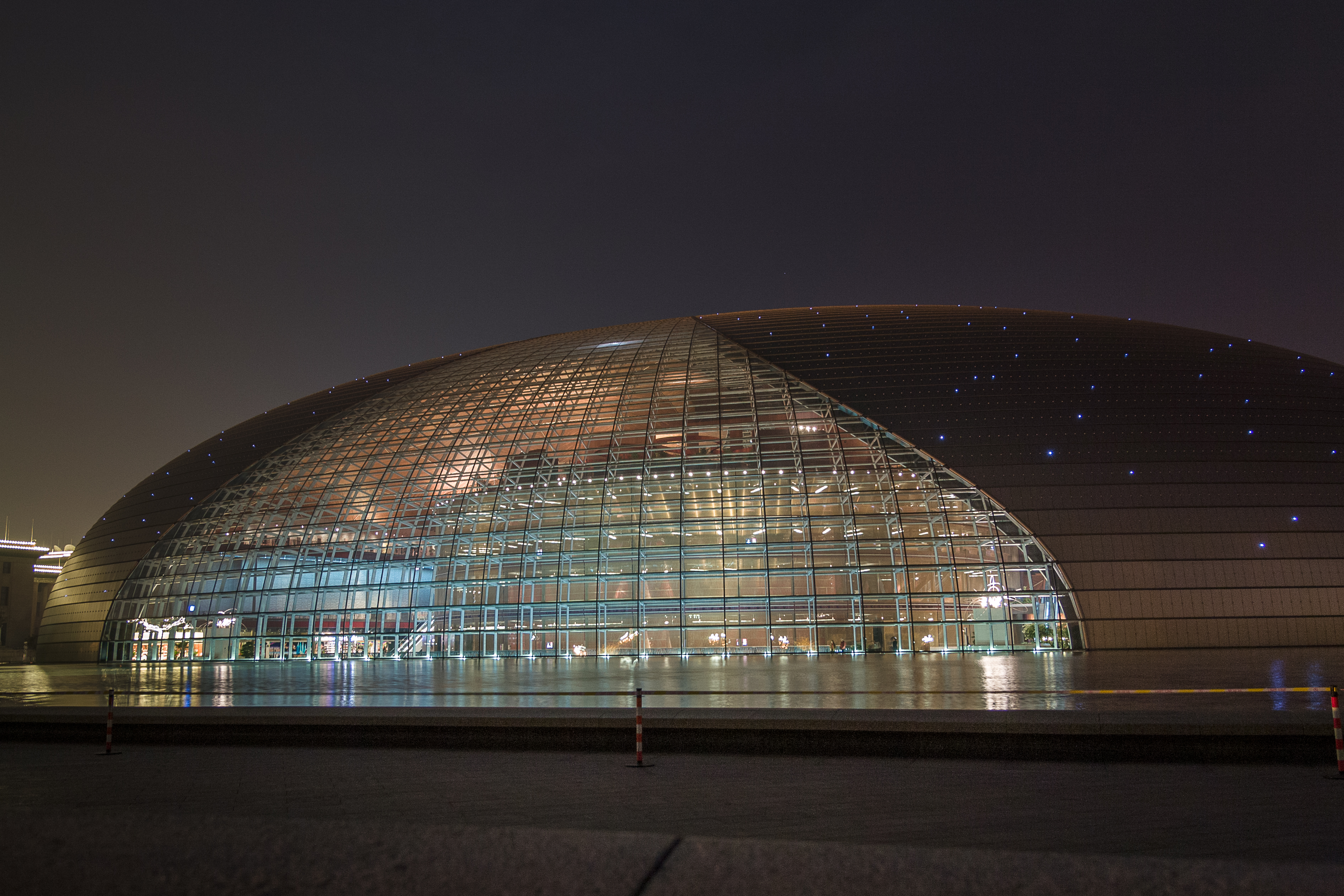
中国国家大剧院夜景

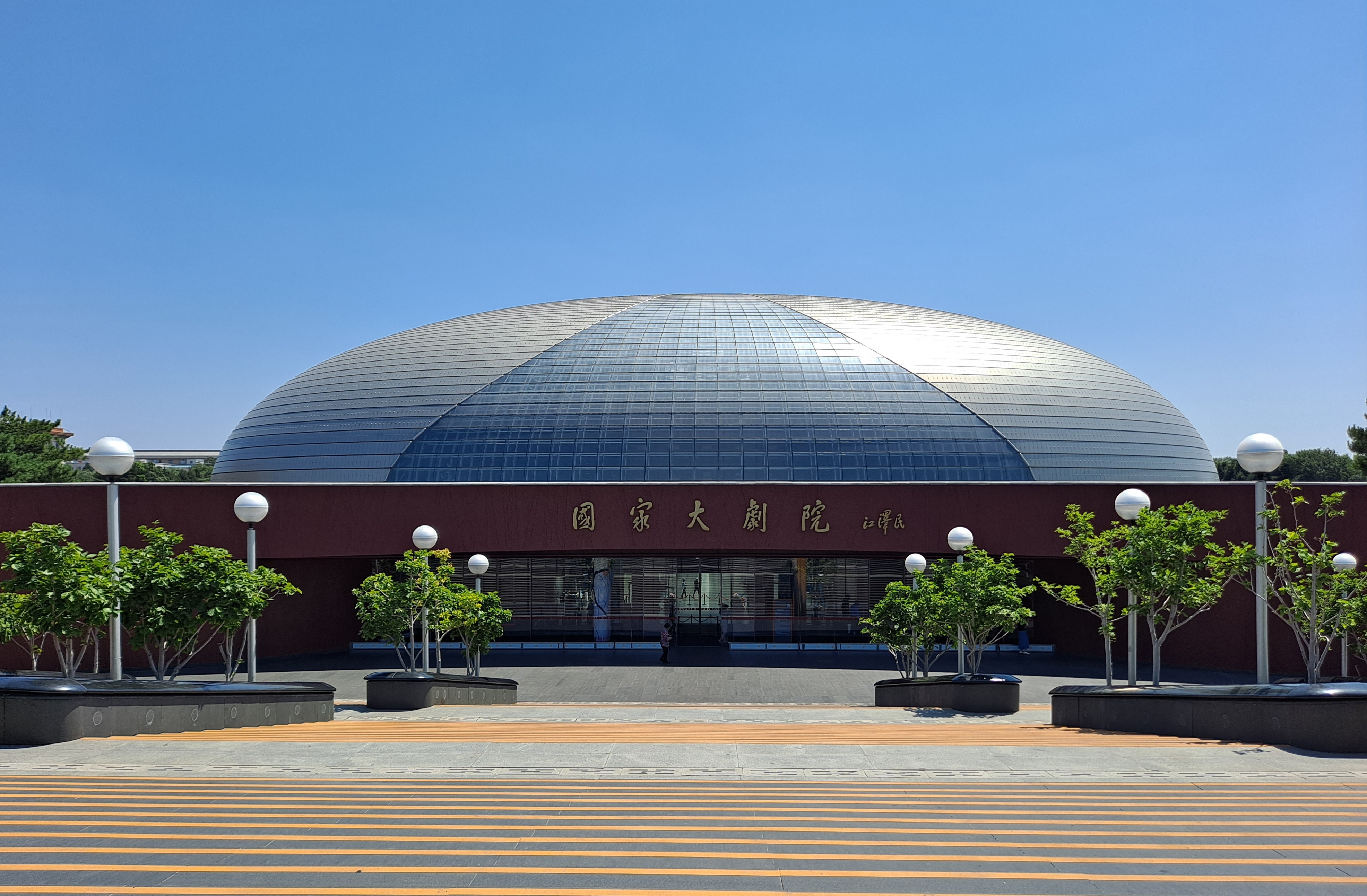
大剧院入口

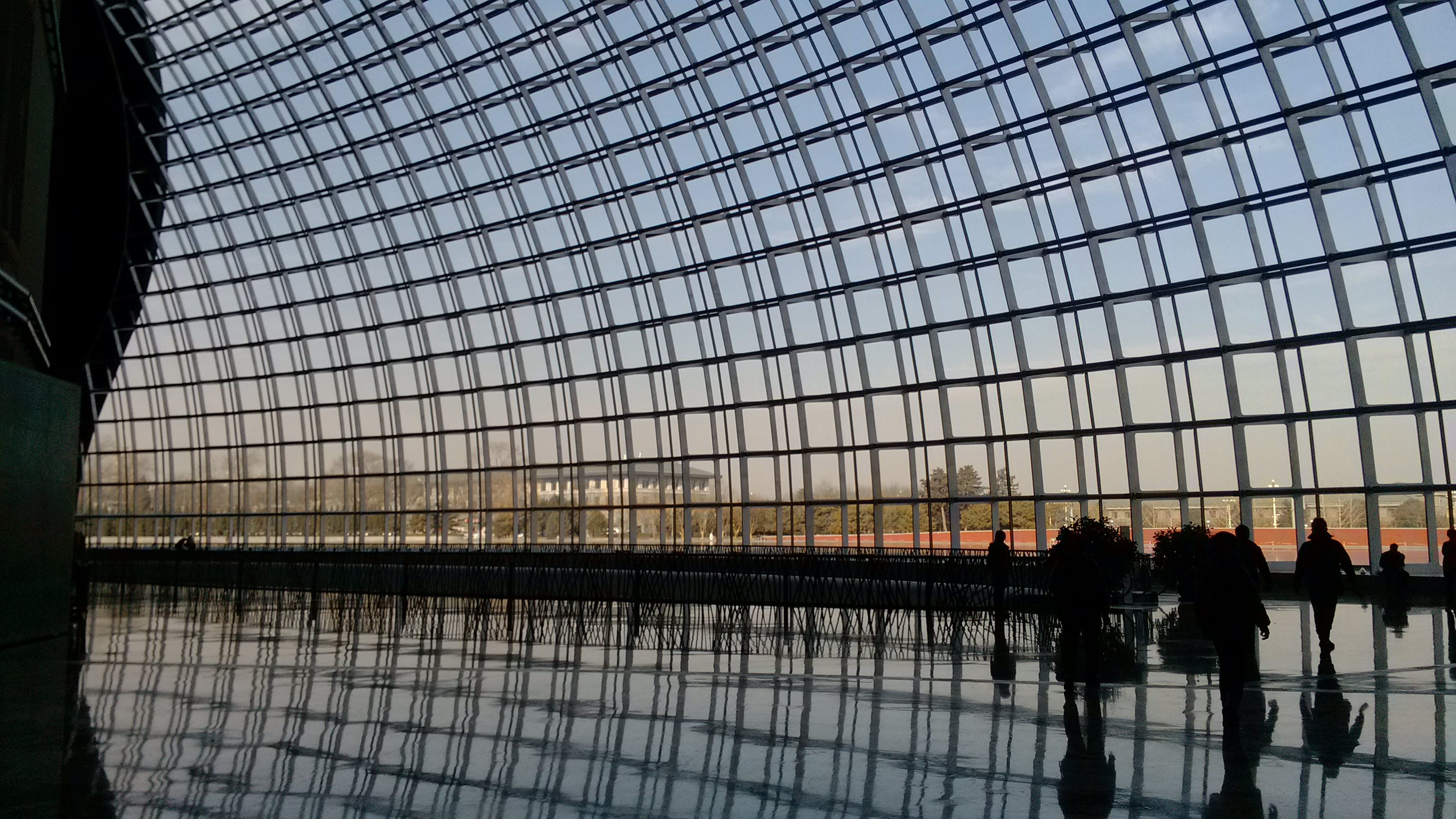
大剧院玻璃幕墙内部

国家大剧院占地11.893万平方米，总建筑面积149520平方米，主体建筑由外部围护结构和内部歌剧院、戏剧场、音乐厅和公共大厅及配套用房组成。国家大剧院共設有5366个座位，其中歌剧院席位2081个，戏剧院席位957个，音乐厅席位1859个，小剧场席位469个。外部围护钢结构壳体呈半椭球形，其平面投影东西长212.20米，南北宽143.64米，建筑物高46.285米，基础埋深的最深部分达到32.5米。椭球形屋面主要采用钛金属板饰面，中部为渐开式玻璃幕墙。椭球壳体外环绕人工湖，湖面面积达35500平方米，各种通道和入口都设在水面下。
国家大剧院结构由三个功能区组成。201区为北入口、地下车库；202区为功能区，包括歌剧院、戏剧院、音乐厅等；203为南入口、餐厅、机房等服务区。201区占地面积3万平方米，总建筑面积9万平方米，全部为地下结构，包括地下车库和大剧院附属建筑，水下通道连接地铁1号线和戏剧院、歌剧院、音乐厅。地下车库可停放951辆机动车、1420辆自行车，其出入口为圆弧形，北侧设有行人出入口。内部还设有文创商店。

### 楼层分布
| 5F | 公共空间   | 花瓣厅、大剧院艺术馆                             |
| 4F | 音乐厅上层 | 艺术资料中心                                     |
| 4F | 歌剧院上层 | 办公区                                           |
| 4F | 戏剧场上层 | 西餐厅                                           |
| 3F | 音乐厅上层 | 夹层                                             |
| 3F | 歌剧院     | 三层楼座                                         |
| 3F | 戏剧场上层 | 新闻发布厅                                       |
| 2F | 音乐厅     | 二层楼座                                         |
| 2F | 歌剧院     | 二层楼座（此层不设入场门）                       |
| 2F | 戏剧场     | 二层楼座                                         |
| 1F | 公共大厅   | 东咖啡厅、商店、剧场入口、西咖啡厅、西咖啡厅舞台 |
| 1F | 音乐厅     | 一层楼座                                         |
| 1F | 歌剧院     | 一层楼座、二层楼座入场门                         |
| 1F | 戏剧场     | 一层楼座                                         |
| B1 | 北门       | 售票处、水下廊道（北）、东展厅、西展厅、橄榄厅   |
| B1 | 音乐厅     | 池座                                             |
| B1 | 歌剧院     | 池座                                             |
| B1 | 戏剧场     | 池座                                             |
| B1 | 停车场     | B1东区、西区停车场                               |
| B1 | 南门       | 水下廊道（南）、小剧场入口                       |
| B2 | 小剧场     | 小剧场、休息厅                                   |
| B2 | 停车场     | B2停车场                                         |
| B2 | 地铁出入口 | 天安门西站C口、大堂                              |
| B3 | 排练厅     | 大排练厅、中排练厅、小排练厅                     |

### 歌剧院
歌剧院位于国家大剧院中部，主色调为金色，观众席共设有2081个座位，其中池座640席、一层楼座584席、二层楼座140席、三层楼座717席，另有乐池126席，计入站席和乐池后可容纳2416人，舞台采用主舞台、左右侧台、后舞台的“品”字形布置，台口宽18.6米，高14米。主要上演歌剧、舞剧、芭蕾舞及大型文艺演出。

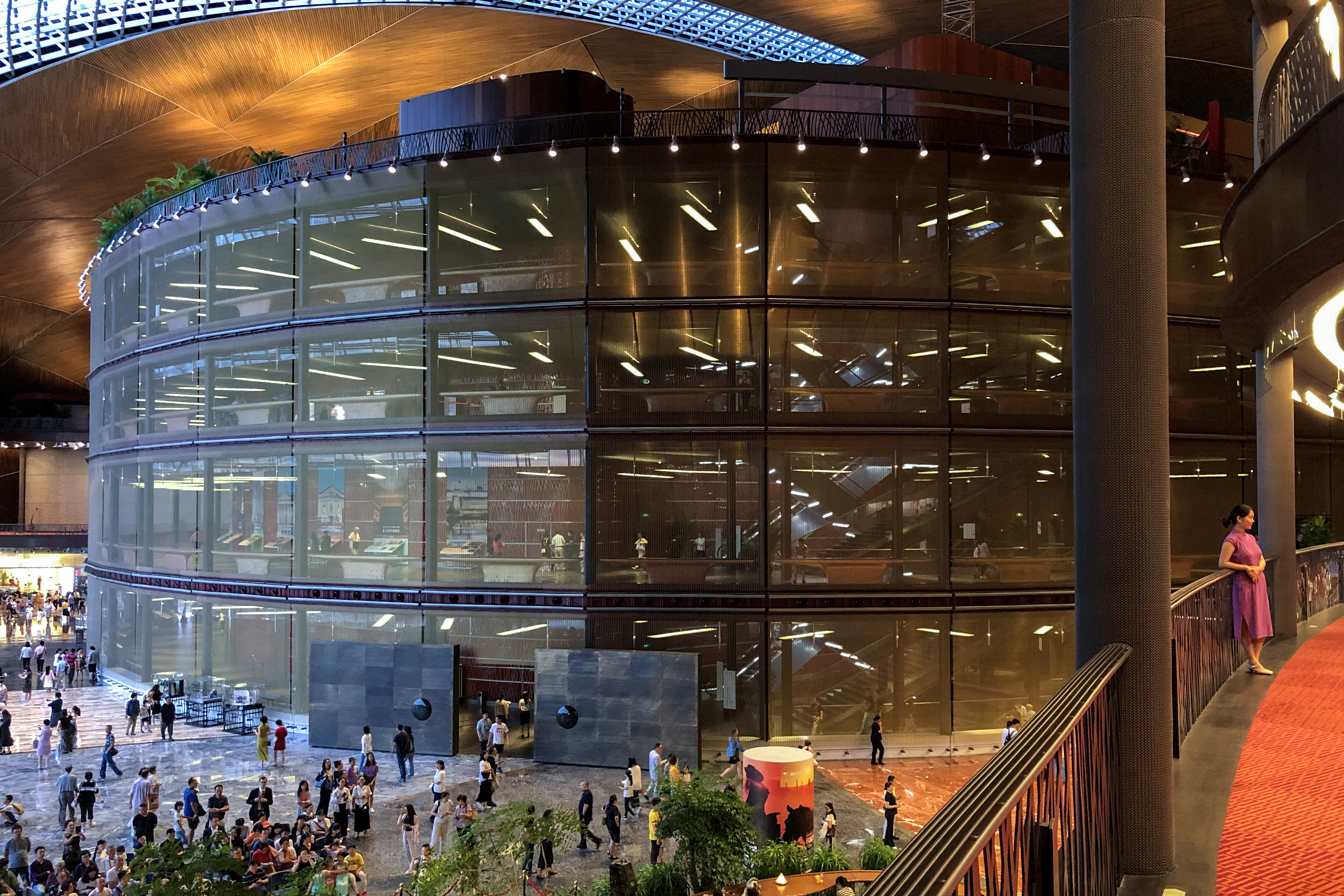
歌剧院外围
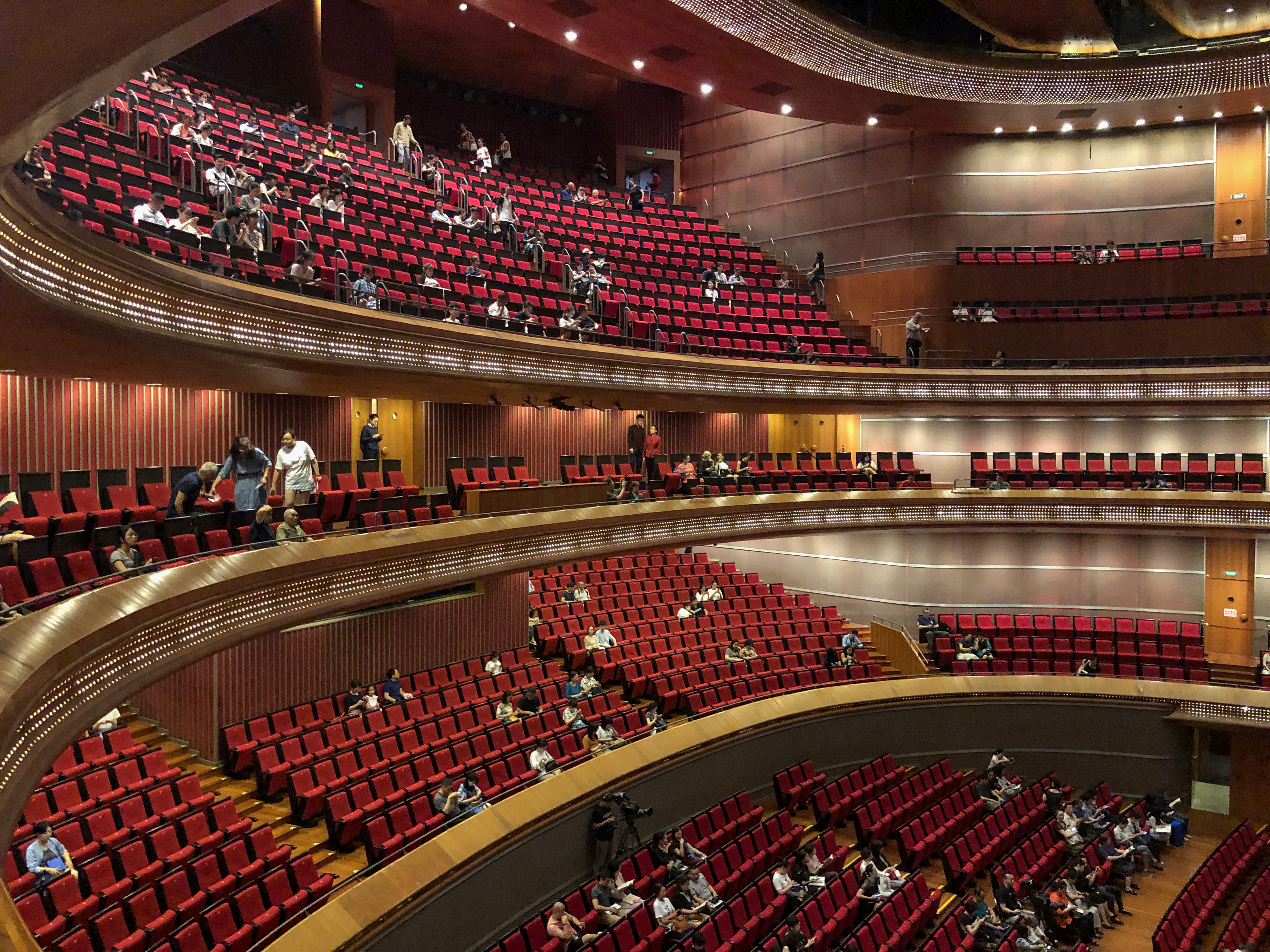
歌剧院观众席
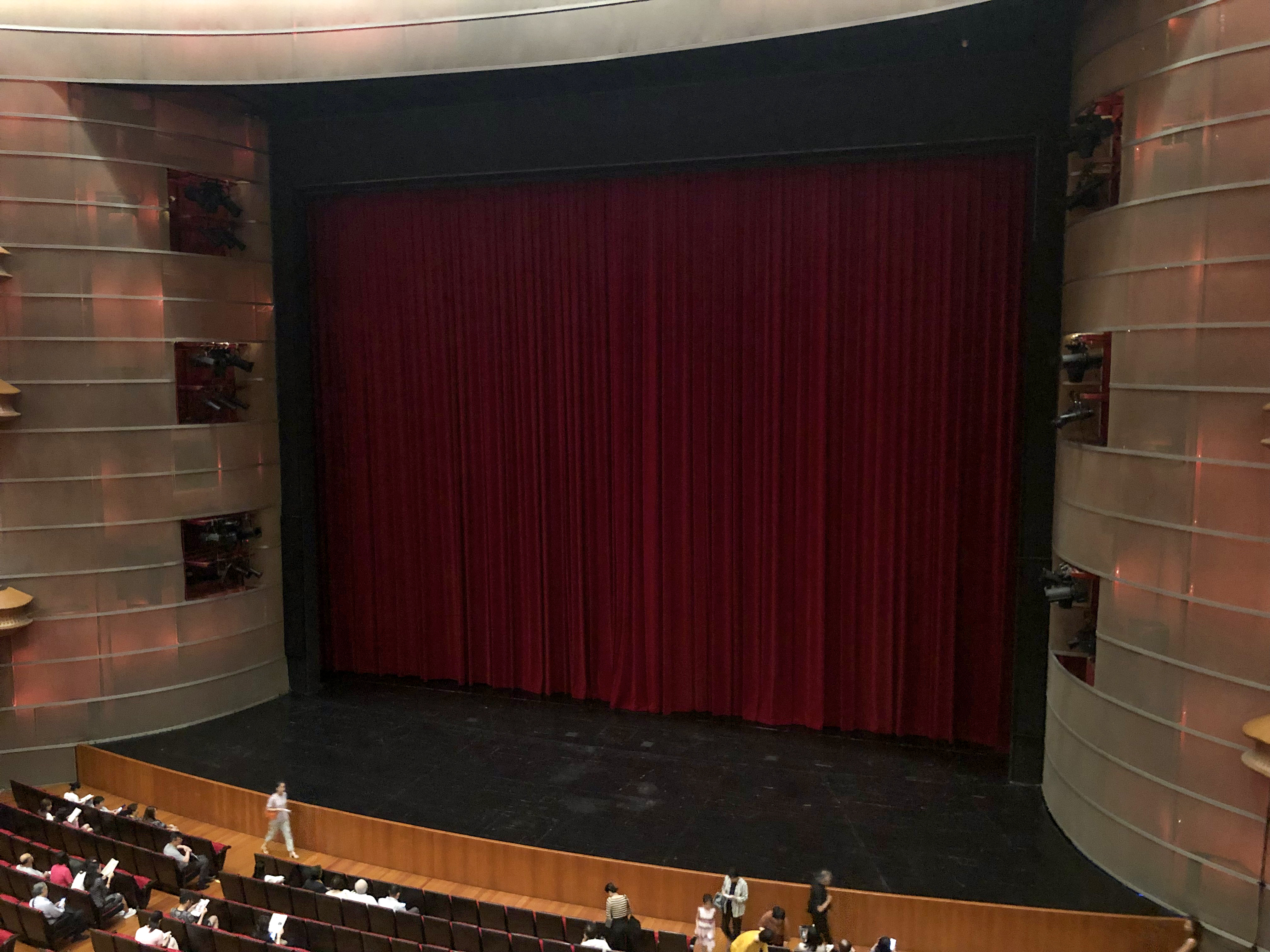
歌剧院舞台

### 音乐厅
音乐厅位于国家大剧院东侧，主色调为白色，观众席围绕在舞台四周，共设有1859个座位，其中池座462席、一层楼座880席（含合唱席169席）、二层楼座517席，主要用于演出大型交响乐、民族音乐，也用于其它形式的音乐演出。

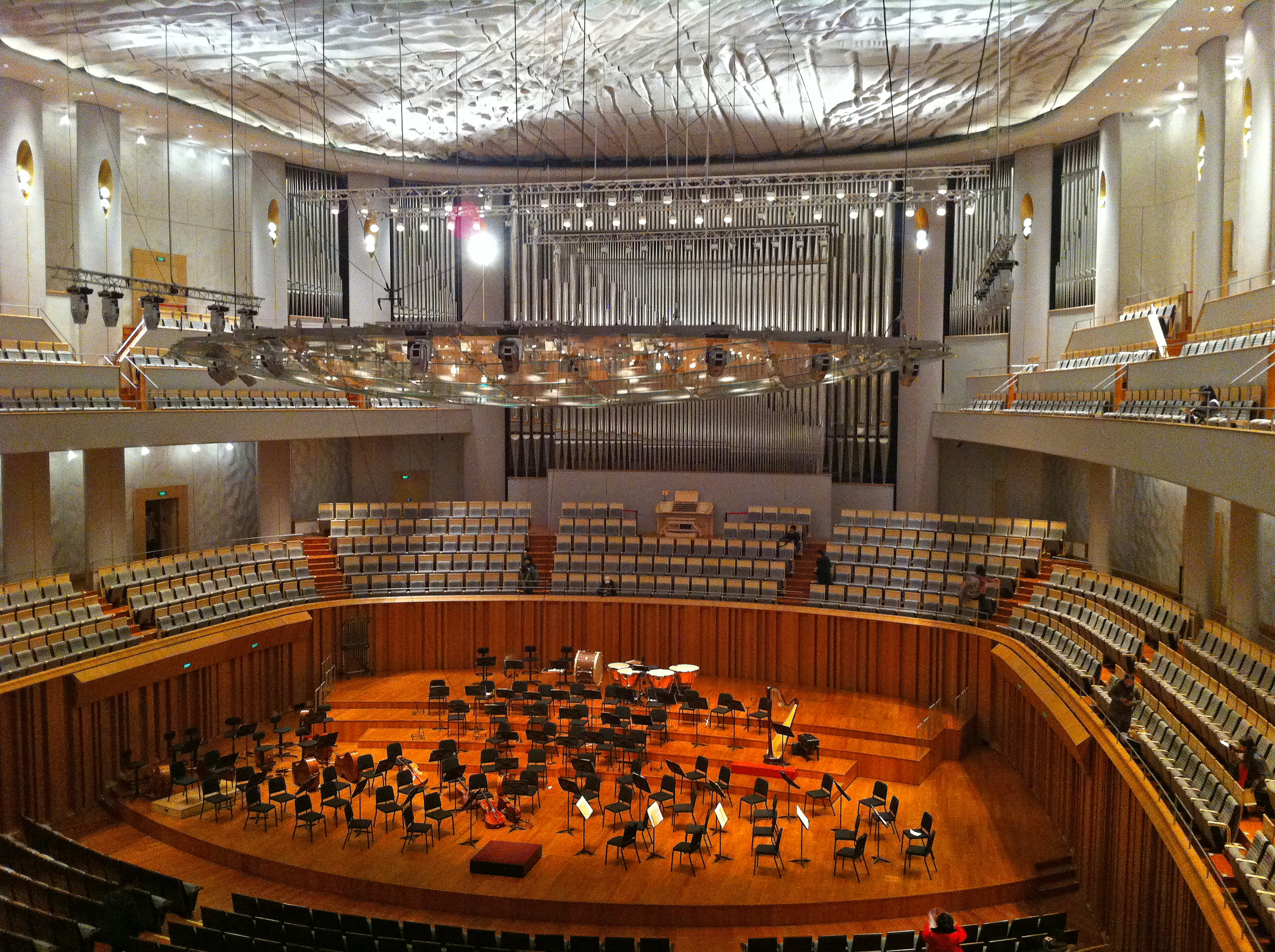
音乐厅内部
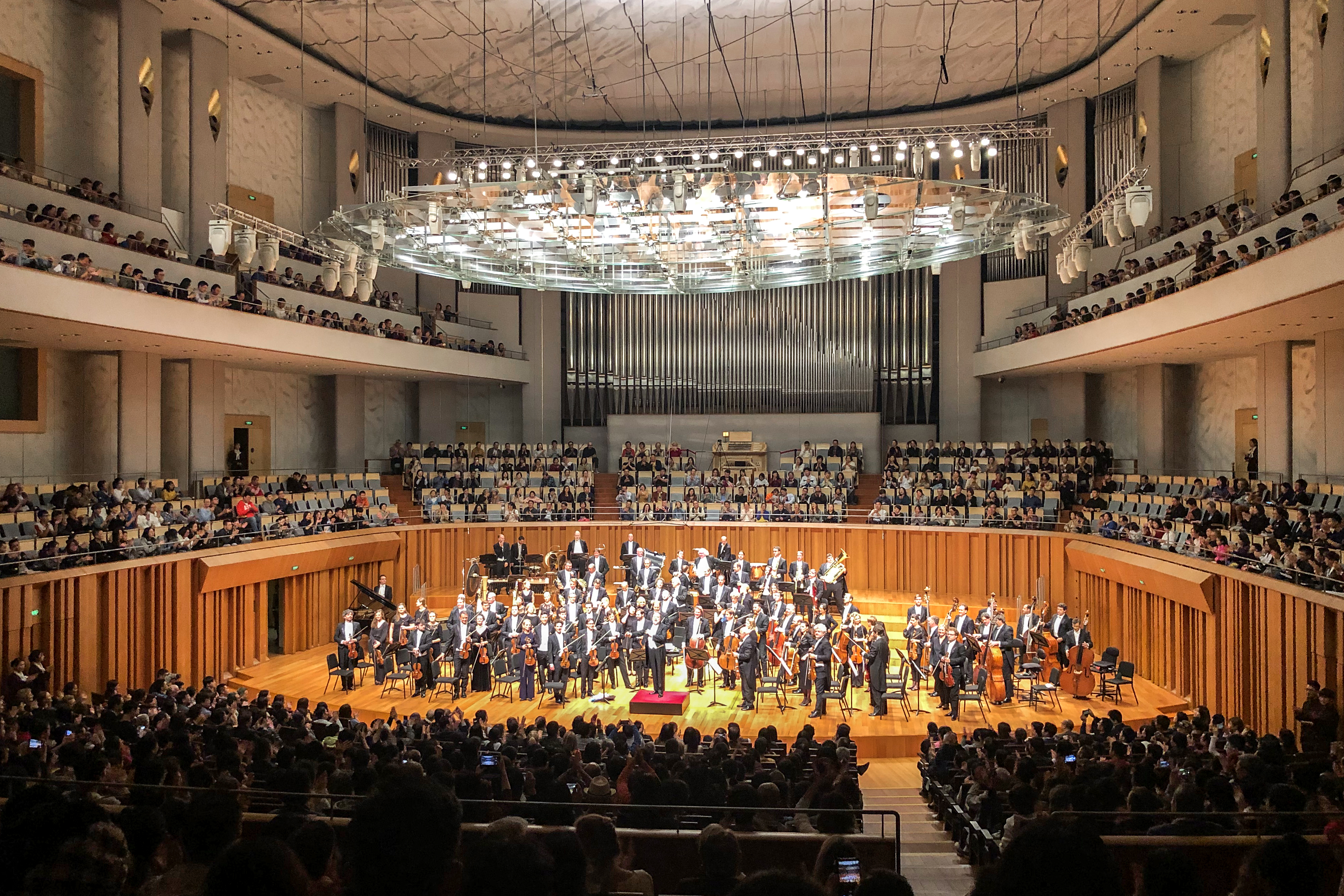
音乐厅舞台

### 戏剧场
戏剧场位于国家大剧院西侧，主色调为红色，观众席设有957个座位，其中池座661席、一层楼座103席、二层楼座193席，另有乐池79席，主要用于话剧、地方戏曲及部分歌剧的演出。

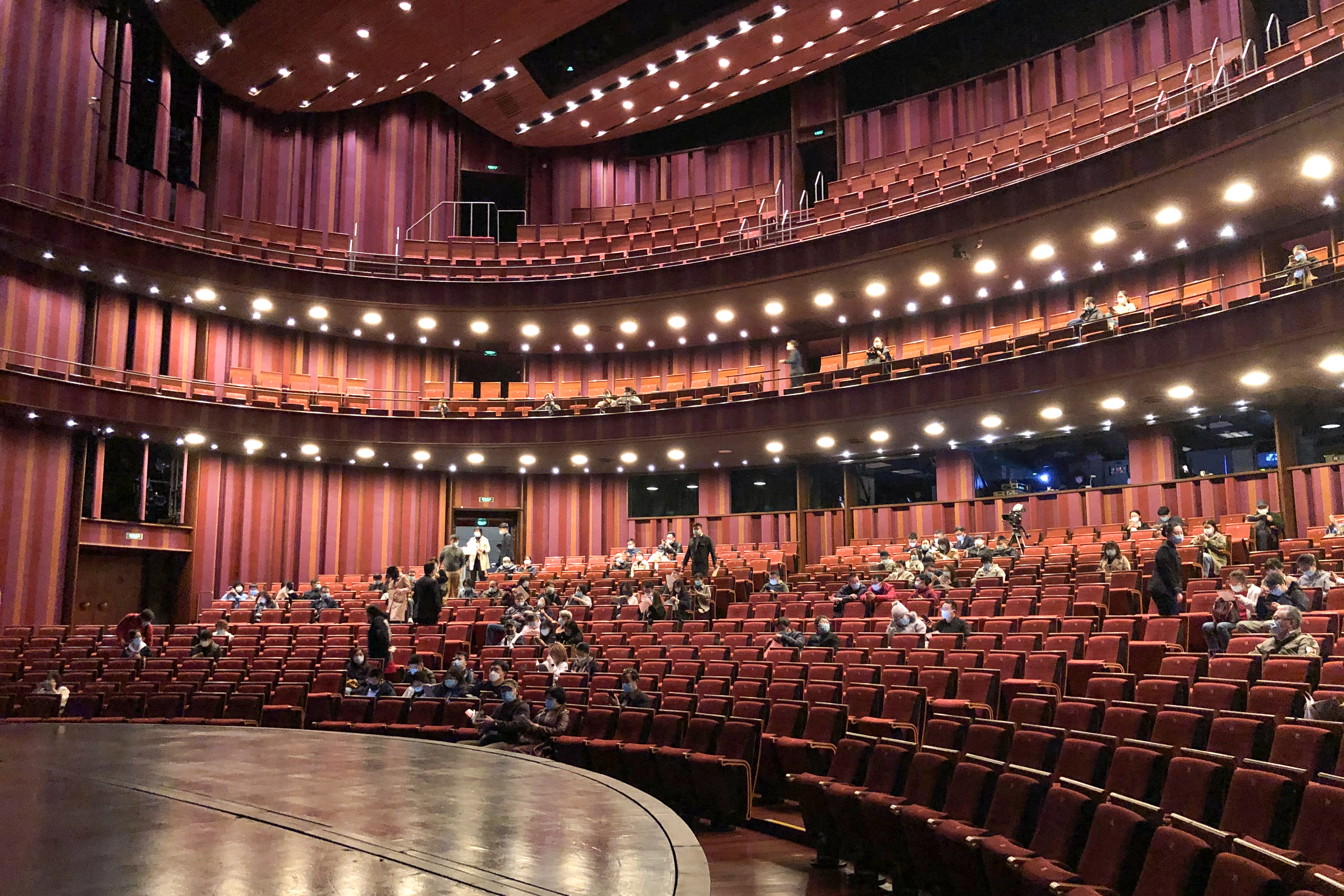
戏剧场内部

### 小剧场
小剧场位于国家大剧院西南部，设有469个座位（含活动座椅58个），用于室内乐、小型独奏独唱、小剧场话剧、小剧场歌剧、现代舞等演出。

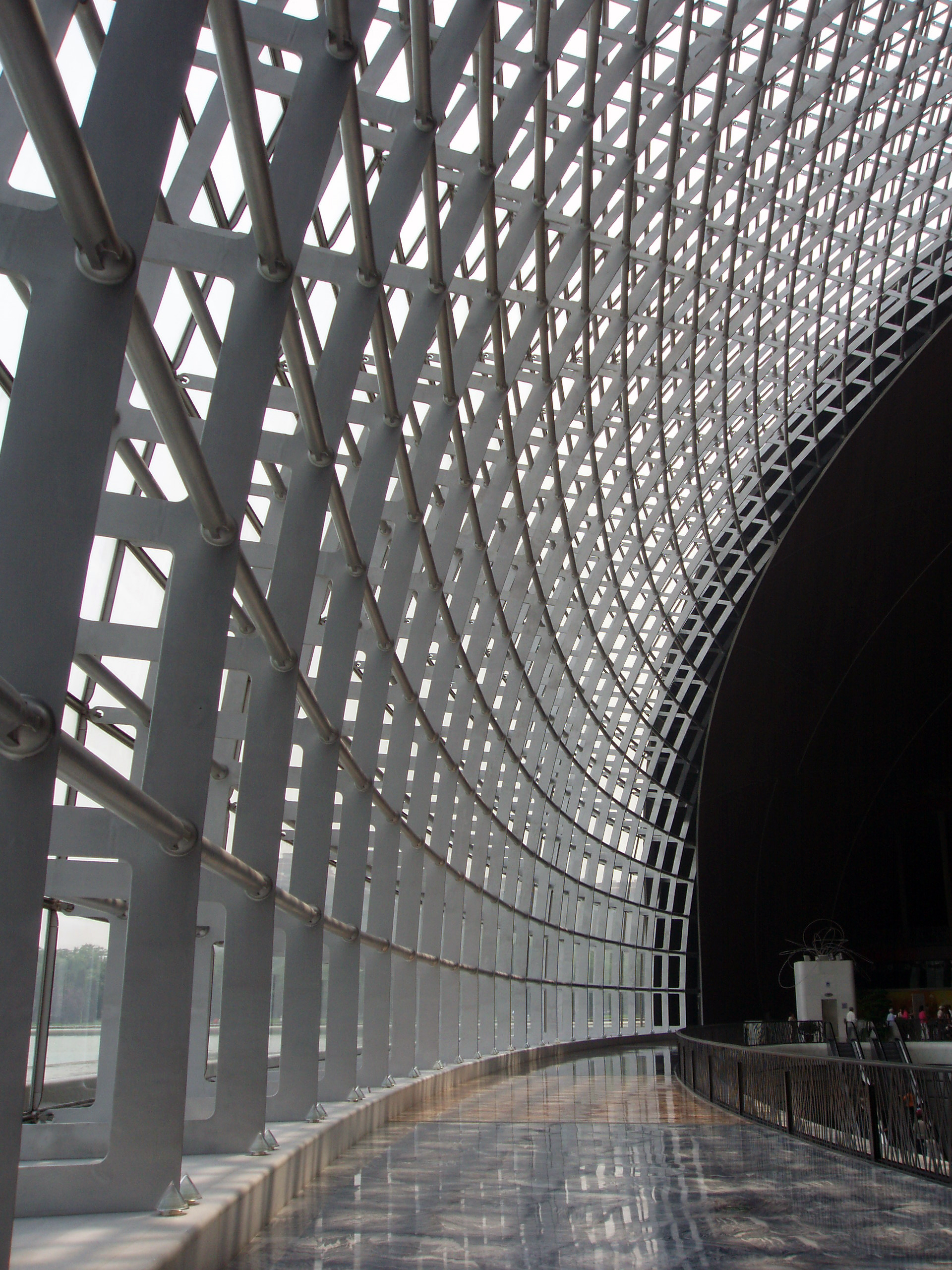
剧院内部
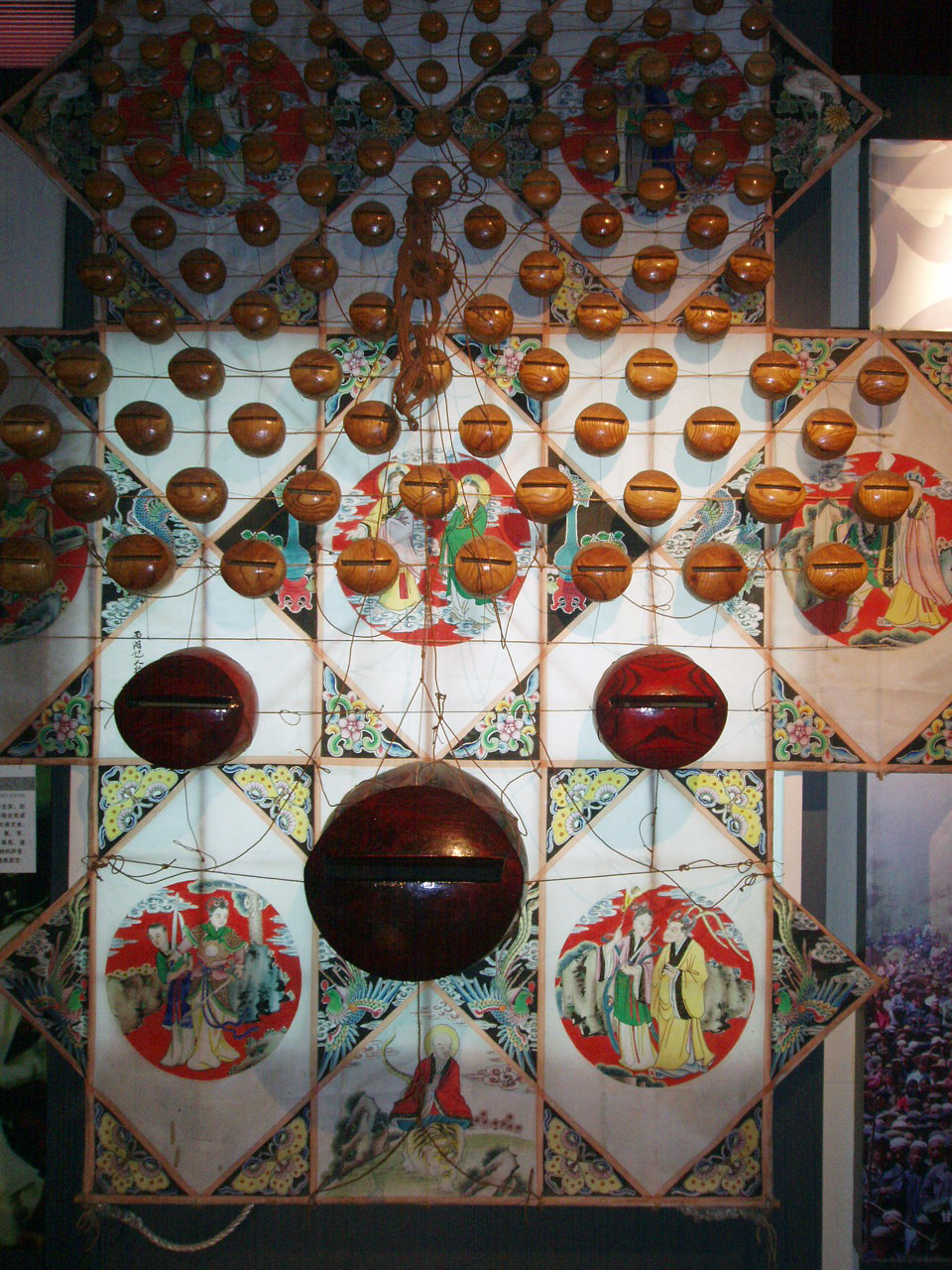
内部装饰
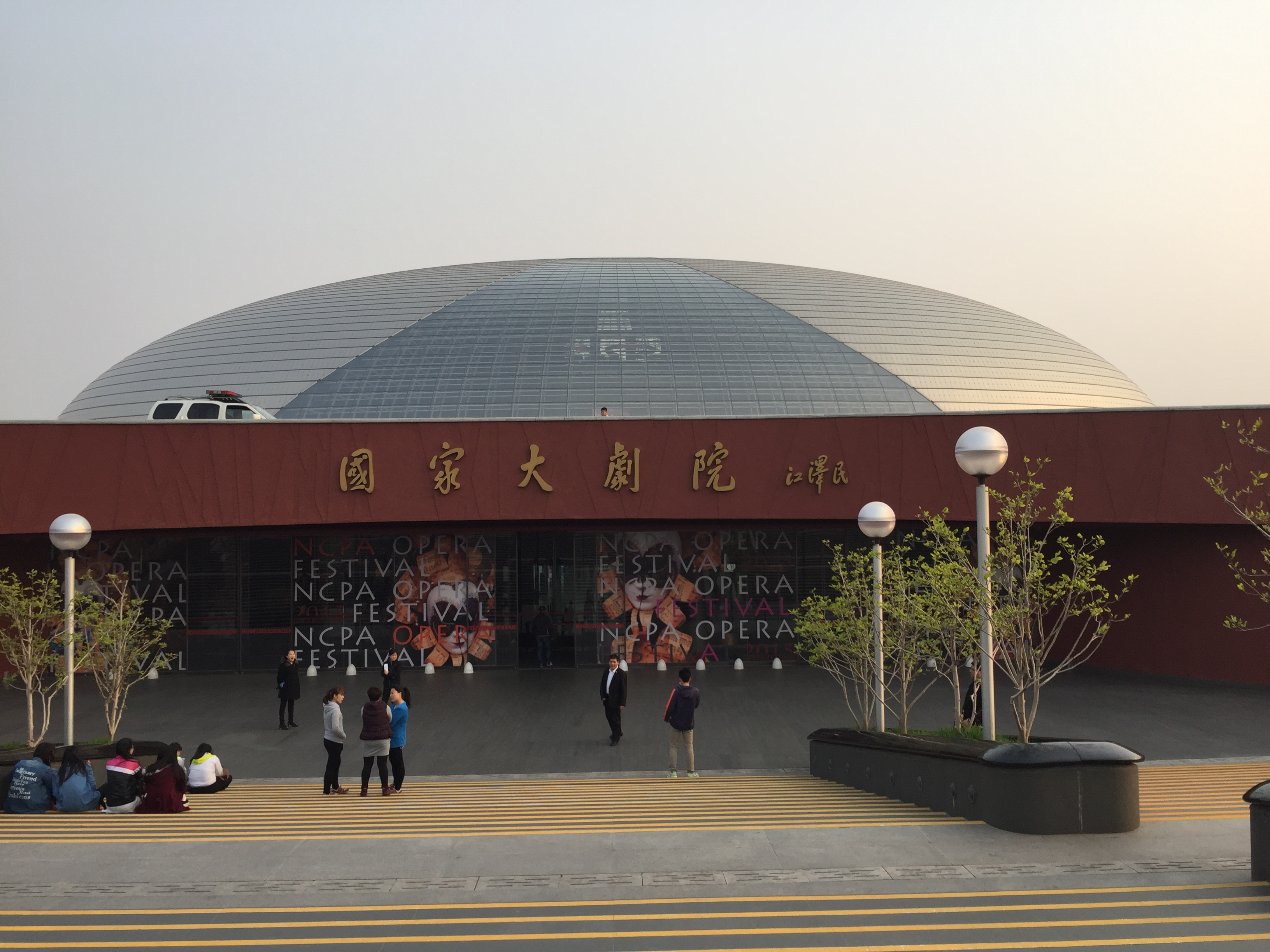
国家大剧院北门，正对天安门西公交站；多数观众需从北门入场
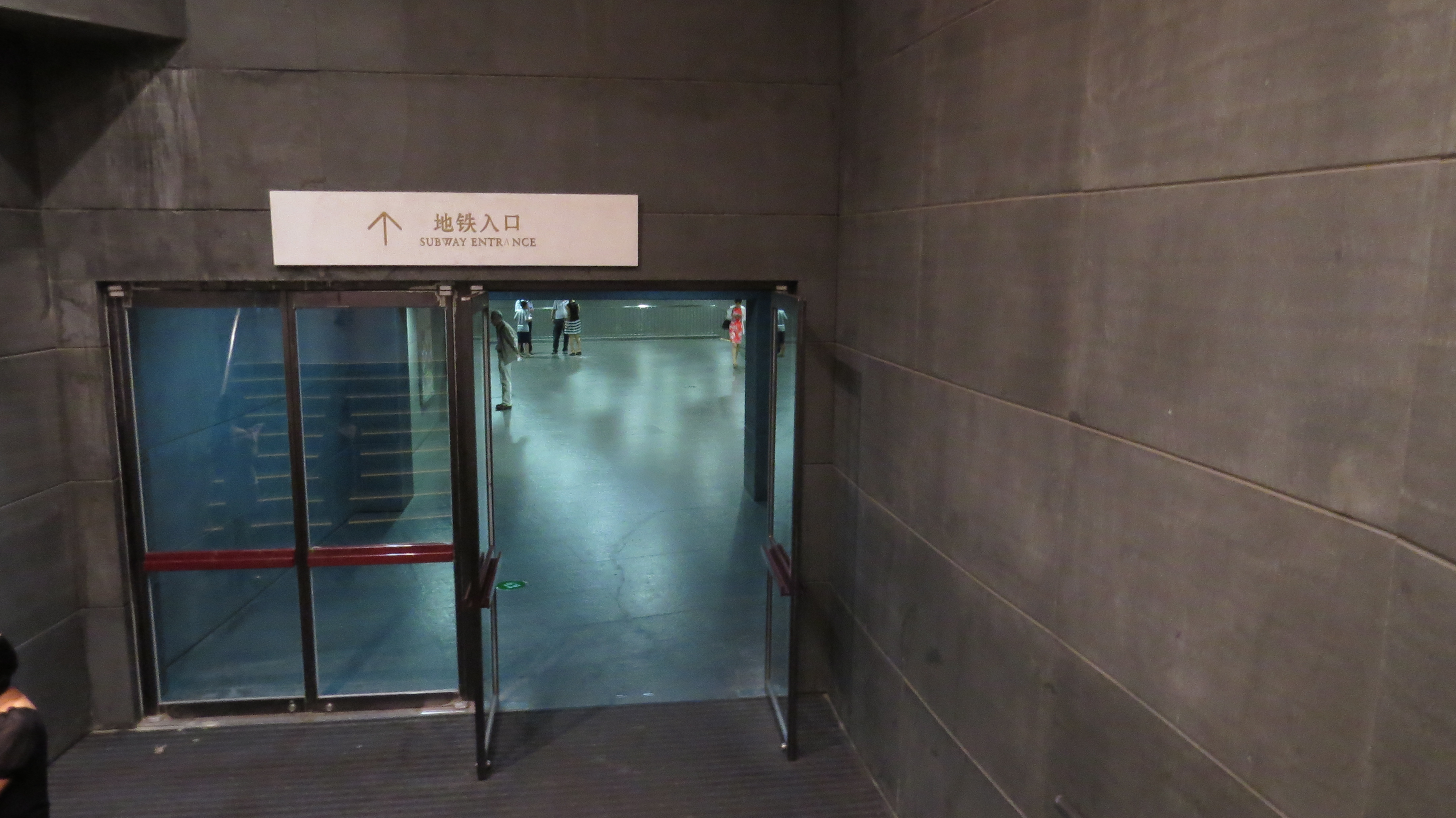
国家大剧院东厅通往地铁1号线天安门西站的通道，并未按地铁出入口编号

## 历任院长
1. 陈平（2007年—2018年）[6]
2. 王宁（2018年—）[7]

## 驻场团体
國家大劇院目前有三個駐院團體，分別是国家大剧院管弦乐团、國家大劇院合唱團和国家大剧院歌剧演员队，其中国家大剧院管弦乐团成立于2010年3月，国家大剧院合唱团成立于2009年12月，这两个团体自2010年4月起开始担当大剧院的歌剧、音乐会演出，并逐步成为国家大剧院艺术生产的支柱。国家大剧院于2011年10月21日成立驻院歌剧演员队伍，成为第三个驻场团体。

## 艺术生产
自2008年以来，国家大剧院先后推出了多个原创剧目：
- 京剧《赤壁》（2008年12月22日首演，蔡赴朝编剧，朱绍玉作曲，张继钢执导）
- 话剧《简·爱》（2009年6月19日首演，喻荣军根据夏洛蒂·勃朗特原作编剧，王晓鹰执导）
- 歌剧《西施（英语：Xi Shi (opera)）》（2009年10月29日首演，雷蕾作曲，邹静之编剧）
- 歌剧《山村女教师（英语：A Village Teacher）》（2009年12月22日首演，郝维亚（英语：Hao Weiya）作曲，刘恒编剧）
- 舞剧《马可·波罗》（2010年12月22日首演，陈维亚执导，张千一作曲，赵大鸣编剧）
- 话剧《王府井》（2011年4月19日首演，郑天玮编剧）
- 歌剧《赵氏孤儿（英语：The Chinese Orphan）》（2011年6月20日首演，雷蕾作曲，邹静之编剧）
- 歌剧《运河谣（英语：The Canal Ballad）》（2012年6月21日首演，印青作曲，黄维若、董妮编剧）
- 音乐戏剧《美丽的蓝色多瑙河——1872年约翰·施特劳斯访美的故事》（2012年9月18日首演，喻荣军根据李岚清《李岚清音乐笔谈——欧洲经典音乐部分》和《音乐·艺术·人生》创作）
- 话剧《推拿》（2013年9月5日首演，喻荣军根据毕飞宇原作编剧）
- 京剧《天下归心》（2013年9月30日首演，朱绍玉作曲）
- 歌剧《骆驼祥子（英语：Rickshaw Boy (opera)）》（2014年6月25日首演，郭文景作曲，徐瑛编剧）
- 京剧《丝路长城》（2014年12月20日首演，朱绍玉作曲）
- 歌剧《冰山上的来客（英语：Visitors on the Icy Mountain (opera)）》（2014年12月24日首演，雷蕾作曲、易茗编剧）
- 歌剧《日出（英语：Sunrise (opera)）》（2015年6月17日首演，金湘作曲，万方（英语：Wan Fang）根据曹禺原作编剧）
- 话剧《样式雷》（2015年7月18日首演，黄维若编剧）
- 歌剧《这里的黎明静悄悄》（2015年11月5日首演，唐建平作曲，万方（英语：Wan Fang）根据鲍里斯·利沃维奇·瓦西里耶夫原作（俄语：А зори здесь тихие (повесть)）编剧）
- 儿童歌剧《渔公与金鱼》（2015年11月10日首演，莫凡作曲并根据亚历山大·普希金原作编剧）
- 京剧《正考父》（2015年12月18日首演，朱绍玉作曲）
- 歌剧《方志敏（英语：Fang Zhimin (opera)）》（2015年12月24日首演，孟卫东作曲，冯柏铭、冯必烈编剧）
- 歌剧《长征》（2016年7月1日首演，印青作曲，邹静之编剧）
- 儿童歌剧《阿凡提》（2016年12月22日首演，印倩文作曲，韩剑光编剧）
- 歌剧《金沙江畔》（2017年7月28日首演，雷蕾作曲，冯柏铭、冯必烈编剧）
- 歌剧《兰花花》（2017年10月1日首演，张千一作曲，赵大鸣编剧）
- 儿童歌剧《白雪公主》（2018年3月9日首演，蔡东真作曲，蔡佳涵根据格林兄弟同名童话故事编剧）
- 舞剧《天路》（2018年6月30日首演，王舸执导，罗斌编剧，印青、杨帆作曲）
- 儿童歌剧《没头脑和不高兴》（2018年12月22日首演，张艺馨作曲，韩剑光根据任溶溶同名童话作品编剧）
- 话剧《冬日 1948》（2019年10月2日首演，李宝群编剧）
- 话剧《林则徐》（2019年12月14日首演，郭启宏编剧）
- 话剧《二月》（2020年1月15日首演，李六乙根据柔石原作编剧）
- 话剧《十字街头》（2020年10月17日首演，黄盈执导，徐蔚昕根据沈西苓导演影片《十字街头》改编）
- 话剧《基督山伯爵》（2020年11月10日首演，王晓鹰执导，喻荣军根据大仲马原作编剧）
- 歌剧《夏日彩虹（英语：A Village Teacher）》（2021年9月8日作为《山村女教师》的全新制作版本首演，郝维亚（英语：Hao Weiya）作曲、刘恒编剧）
- 舞剧《冼星海》（2021年12月16日首演，肖向荣执导，许锐编剧）
- 民族歌剧《山海情》 （2022年9月30日首演，孟卫东作曲，易茗编剧）
- 舞蹈诗剧《杨家岭的春天》（2022年11月5日首演，许锐编剧，程远、谢鹏作曲，张云峰、张晓梅执导）